# Овід (Мічиган)
Овід (англ. Ovid) — селище (англ. village) в США, в округах Клінтон і Шаявассі штату Мічиган. Населення — 1481 особа (2020).

## Географія
Овід розташований за координатами 43°0′11″ пн. ш. 84°22′33″ зх. д. / 43.00306° пн. ш. 84.37583° зх. д. (43.003085, -84.375887).  За даними Бюро перепису населення США в 2010 році селище мало площу 2,40 км², з яких 2,39 км² — суходіл та 0,00 км² — водойми.

## Демографія
Згідно з переписом 2010 року, у селищі мешкали 1603 особи в 578 домогосподарствах у складі 398 родин. Густота населення становила 669 осіб/км².  Було 618 помешкань (258/км²).
Расовий склад населення:
| - 95,7 % — білих - 0,4 % — чорних або афроамериканців - 0,3 % — корінних американців - 0,1 % — вихідців з тихоокеанських островів - 0,1 % — азіатів - 1,3 % — осіб інших рас |

До двох чи більше рас належало 2,1 %. Частка іспаномовних становила 5,7 % від усіх жителів.
За віковим діапазоном населення розподілялося таким чином: 29,4 % — особи молодші 18 років, 55,4 % — особи у віці 18—64 років, 15,2 % — особи у віці 65 років та старші. Медіана віку мешканця становила 35,0 року. На 100 осіб жіночої статі у селищі припадало 83,8 чоловіків;  на 100 жінок у віці від 18 років та старших — 77,7 чоловіків також старших 18 років.
Середній дохід на одне домашнє господарство  становив 47 325 доларів США (медіана — 43 384), а середній дохід на одну сім'ю — 53 709 доларів (медіана — 50 938). За межею бідності перебувало 19,2 % осіб, у тому числі 35,6 % дітей у віці до 18 років та 12,4 % осіб у віці 65 років та старших.
Цивільне працевлаштоване населення становило 674 особи. Основні галузі зайнятості: освіта, охорона здоров'я та соціальна допомога — 23,4 %, виробництво — 16,3 %, роздрібна торгівля — 15,0 %.